# Færøerne
Færøerne (færøsk: Føroyar) er en selvstyrende øgruppe indenfor Kongeriget Danmark. Øgruppen består af 18 øer af vulkansk oprindelse i den nordlige del af Atlanterhavet mellem Storbritannien, Island og Norge.
Den første bosættelse på Færøerne fandt sted, da irske munke omkring år 625 slog sig ned og levede som eneboere på øerne. De gav sandsynligvis øerne deres navn. Øernes egentlige befolkning stammer fra en blanding af keltiske og norske bosættere. De norske bosættere slog sig ned på øerne i tiden efter år 850, som kaldes landnamtiden. I dag er 17 af de 18 øer beboede.
 Befolkningen betegnes som færinger, og befolkningstallet var 2024 54.684, hvoraf 23.242 bor i Tórshavn Kommune.
Befolkningstætheden var i 2024 40 indbyggere per km². Færingerne taler færøsk – et vestnordisk sprog, som er nært beslægtet med islandsk, og som ligesom islandsk stammer fra det gamle nordiske sprog, norrønt. Færøsk er det mindste nationalsprog blandt de germanske sprog. Foruden færøsk er dansk også officielt sprog, men det bruges ikke af færingerne som dagligt talesprog.
Færøerne er en delvis selvstyrende del af Rigsfællesskabet ifølge Lov om Færøernes Hjemmestyre fra 1948 og Overtagelsesloven fra 2005, og udøver det parlamentariske selvstyre i et af verdens ældste parlamenter, Lagtinget.
Færøerne vælger to repræsentanter til det danske Folketing, og de har valgt ikke at være medlem af EU. Administrativt er øerne opdelt i 29 kommuner. Derudover blev ældreområdet lagt ud til kommunerne at administrere pr. 1. januar 2015, disse administrative regioner er samarbejde mellem forskellige kommuner, 8 forskellige områder. De 6 gamle sysler bruges mest til statistiske formål, til uddeling af grindefangst og inden for landbrug (jf. Lov om grandestævne fra 1938).
Øernes klima er præget af deres beliggenhed i Golfstrømmen, der medvirker til at give milde vintre og kølige somre. Skydannelser omkring de høje fjelde og tåge er hyppigt forekommende.
Fiskeri og lakseopdræt er hovederhverv på øerne, mens fåreavlen, der frem til 1800-tallet var hovederhvervet, nu har ringe kommerciel betydning, omend den stadigvæk har stor kulturel og social betydning. Fangst af flokke af grindehvaler, hvor selve slagtningen sker på særlig godkendte strande ved fjorde eller vige på øerne, som er særlig velegnede, er en særlig færøsk specialitet, men møder megen modstand fra hvalaktivister fra andre lande.
Turismen på Færøerne havde 2024 én milliard kroner i omsætning. Branchen er nu den tredjestørste eksportindustri og skaber både vækst og arbejdspladser på tværs af øgruppen.
Traditionelt har det været øgruppens natur, der har tiltrukket turister til vandreferier, men også øernes historie, særligt under vikingetiden, har været en seværdighed. Herfra stamme bl.a. gravene ved Hov og runestene Kirkjubøur-runestenen og Fámjinstenen. Blandt andre historiske turistmål er Kirkjubøargarður og Magnuskatedralen, der begge stammer fra middelalderen. Øgruppen har flere museer heriblandt Færøernes Kunstmuseum, Færøernes Nationalmuseum og Færøernes Naturmuseum. I nyere tid har michelinrestauranten Koks i Torshavn øget mængden af gourmetturister.

## Historie
Nyere, botaniske undersøgelser og arkæologiske fund på Færøerne vidner om, at Færøerne blev befolket noget tidligere end traditionelt antaget – nemlig i to successive perioder, hvoraf den første var fra 300-tallet til 500-tallet og så igen i en periode fra sidst i 500-tallet til 700-tallet – begge forud for øernes endelige bosættelse af nordiske vikinger i 800-tallet.
Disse tidlige bosættelser kendes ikke nærmere, men det er almindeligt accepteret, at øerne var bosat af irske/keltiske munke og eneboere, før vikingerne ankom. Disse munke fandt ingen urbefolkning, som de kunne omvende. De tilbragte tiden med at drive fårehold og plantedyrkning (blandt andet dyrkede de havre). Man antager, at de irske munke kom omkring år 625. Sandsynligvis flyttede munkene videre til Island i tiden omkring nordmændenes ankomst til øerne.
Den irske munk og geograf Dicuil skrev omkring år 825 en geografibog med titlen Liber de Mensura Orbis Terræ. Et af afsnittene beskriver en gruppe af små øer, der lå tæt ved hinanden: "Her havde eneboere boet for hundrede år siden, men de er nu på grund af vikinger tomme for eneboere og fyldt med får og havfugle". Denne beskrivelse handler formodentlig om Færøerne.
En latinsk beskrivelse af en rejse foretaget af Sankt Brendan, en irsk munk og helgen som levede omring 484–578, giver en beskrivelse af "insulae" ("øer"), som ligner Færøerne.
Øerne blev omkring år 800 befolket af vikinger fra Norge, som angiveligt også medbragte keltiske kvinder fra Skotland, de skotske øer og Irland. Nordmændenes sprog har siden udviklet sig til nutidens færøske sprog. Færøerne regnes fra 1035 at være blevet underlagt Norge, da vikingetiden på Færøerne var forbi. Norsk lov gjaldt for Færøerne til 1816.
Island, Grønland, Færøerne samt Orkney- og Shetlandsøerne hørte under Norge, der fra 1380 var en del af Danmark-Norge. Imidlertid var der stadig et norsk rigsråd, som ved kongevalgene fra 1380 til reformationen 1536, der i princippet kunne have valgt en anden konge end den, man havde i Danmark. Herefter blev det norske rigsråd nedlagt, og det danske rigsråds kongevalg gjaldt også for Norge. Selvom Norge reelt vedblev med at fungere som et separat landsdel med egne love, medførte nedlæggelsen af rigsrådet, at Færøerne blev administreret adskilt fra Norge, og at nye norske love ikke kom til at omfatte Færøerne. Ved enevældens indførelse i 1660 fortsatte Færøerne med at blive administreret løsrevet fra Norge og fra 1709 direkte fra København.

### Freden i Kiel
Ved freden i Kiel 1814, hvor Norge blev afstået til Sverige, forblev Færøerne, Island og Grønland, til trods for den svenske kronprins Karl Johans protester, i det danske kongerige, og i 1816 bestemte den danske regering, at det færøske lagmandsembede og Lagtinget skulle nedlægges, og Færøerne blev et dansk amt. Ved kongelig resolution af 6. juli 1816 blev Færø Amt oprettet som et selvstændigt amt omfattende Færøerne ledet af en amtmand. Det gamle lagting ophævedes ved plakat af 18. maj 1816, og landet fik sin overret dels i Hof- og Stadsretten, dels i Højesteret. Ved grundloven af 1849 knyttedes Færøerne nøjere til Danmark, og Danmarks Grundlov trådte i 1851 i kraft på Færøerne. Som ligestillet del af riget sendte Færøerne repræsentanter til den danske rigsdag, henholdsvis 1 medlem til Folketinget og 1 til Landstinget.
Sideløbende med, at man fra dansk side bestræbte sig på at gøre Færøerne til en i alle henseender ligestillet del af det danske rige, udvikledes der sig på Færøerne en særlig national (færøsk) bevidsthed, i første omgang synliggjort ved at gøre færøsk til et særskilt sprog i skrift. V.U. Hammershaimb skabte i 1846 en ortografi for det færøske skriftsprog, og denne blevet taget i brug, da der begyndte at udkomme færøske aviser.
I overensstemmelse med grundloven blev ved lov af 26. marts 1852 øernes politiske forfatning nærmere ordnet, idet Lagtinget, nærmere bestemt ved lov af 15. april 1854, blev genoprettet, ligesom den kommunale lovgivning senere ordnedes omtrent i overensstemmelse med de i kongeriget herskende grundsætninger.
Den 1. januar 1856 ophævedes handelsmonopolet. Færingerne havde nu ret til at oprette egne virksomheder. Retten til at handle frit havde stor betydning for overgangen fra naturalieøkonomi til pengeøkonomi og tillige udviklingen til et moderne fiskerisamfund. Med loven blev det tilladt både ind- og udlændinge at besejle øerne og drive handel dér. Fra den tid tog handelen og skibsfarten på øerne stærkt til. Varer, som var tilvirkede på øerne, indgik toldfrit til Danmark.
Efter en national vækkelse på julemødet 1888 blev der i 1906 oprettet et færøsk selvstændighedsparti Sjálvstýrisflokkurin som modvægt til oprettelsen af det liberale, danskvenlige parti Sambandsflokkurin, som ville opretholde den nuværende statsretslige stilling. Sjálvstýrisflokkurins mål var, at færingerne selv fik mere indflydelse på egne anliggender. Partiet, som også kæmpede for uafhængighed af Danmark, fik i 1918 for første gang flertallet i Lagtinget.
Til at begynde med var hovedfejden mellem disse to partier den færøske sprogstrid, som tilspidsedes, da den danske regering – efter Sambandspartiets henstilling – med den berygtede §7 i 1912 bestemte, at undervisningssproget i den færøske folkeskole skulle være dansk. §7 blev dog senere slettet i 1938, hvor sprogstriden mellem færingerne aftog, selvom den endnu ikke betragtes som endt. Under første verdenskrig var Færøerne, ligesom resten af Kongeriget Danmark, neutrale, og øgruppen blev derfor ikke så påvirket af krigen.
I 1925 stiftedes Javnaðarflokkurin ("Socialdemokratiet") på dansk initiativ. Efter lagtingsvalget 1928 har socialdemokraterne været repræsenteret i Lagtinget.

### Anden verdenskrig
2. verdenskrig nåede til Færøerne den 12. april 1940, da to britiske destroyere anløb Tórshavn og krævede, at færingerne omgående forberedte sig på at modtage britiske soldater. Storbritannien overtog de områder, hvor Danmark før havde ydet støtte, og øerne blev nu afhængige af England i betydelig grad. Færøerne begyndte at deltage i fiskeproduktionen, og Storbritannien forsynede øerne med vigtige varer osv. Færingernes økonomi var god under 2. verdenskrig, da færinger transporterede fisk fra Island til Skotland og forsynede derved briterne med fisk og tjente gode penge på det. Det kostede også omkring 300 færinger livet. Flere skibe blev sænket af tyske bombefly og undervandsbåde og af andre årsager. Der døde flere færinger end f.eks. danskere pr. indbygger af krigsårsager under 2. verdenskrig. Briterne befæstede stillinger på strategisk vigtige steder. Sunde og fjorde blev mineret, og på Vágar byggede britiske ingeniørsoldater en militær flyvebase, som senere blev Færøernes lufthavn. Op mod 8.000 britiske soldater var udstationeret på Færøerne, der dengang havde 30.000 indbyggere. Færøerne skulle herved selv forvalte den politiske situation. Briterne ønskede, at de færøske fiskeskibe skulle have et flag, således, at briterne vidste, at der ikke var tale om fjendtlige skibe. Det færøske flag, Merkið, blev godkendt af de britiske myndigheder og har siden 25. april 1940 været Færøernes officielle flag. Merkið blev under 2. verdenskrig malet på siden af de færøske fiskeskibe.

### Efterkrigstiden
Efter krigen stod det klart, at man ikke ville tilbage til den gamle amtsstilling, og eftersom den færøske forhandlingsdelegation ikke ønskede at bøje sig for de danske delegaters krav, blev det besluttet at holde en folkeafstemning i 1946, hvor man skulle vælge mellem den danske delegations betingelser eller løsrivelse. Der blev flertal for uafhængighed, men knap 30% af befolkningen stemte for, så kongen brugte nu sin ret til at opløse lagtinget. Efter nye forhandlinger blev der i 1948 vedtaget en hjemmestyrelov for Færøerne. Siden 1948 har Færøerne gradvis fået selvstyre på en del områder og har to repræsentanter i det danske Folketing. Forsvars- og udenrigsforhold har hidtil ikke været omfattet af det udvidede selvstyre, Grundloven af 5. juni 1953 gav Færøerne to folkevalgte medlemmer af Folketinget. Tilsammen udgør Grundloven og hjemmestyreloven, og fra 2005 også Overtagelsesloven, Færøernes forfatning.
Klaksvíkstriden i 1955 viste endnu engang, hvor paradoks den færøske politik kan være. Klaksvíkingerne, som er kendt som løsrivelsesfolk, kæmpede for en dansk læge, fordi han skulle erstattes af en færøsk kollega. I stedet for at glæde sig over at få en landsmand, kritiserede de, at det var ikke deres eget valg men et diktat fra Tórshavn. Men inden den store militære konfrontation (200 politifolk var på vej, Klaksvíkingerne var allerede under våben og miner var udlagt i havnen), fandt man et politisk forlig. Men sagen stak dog langt dybere. Det handlede om Færøernes suverænitet.

1960erne var en vigtig periode for det færøske samfunds udvikling. Fiskeflåden gennemgik en omfattende fornyelse. Gamle træskibe blev udskiftet med moderne trawlere. Fangstmetodernes modernisering gjorde, at den samlede fiskeriproduktion blev fordoblet fra 1960 til 1970. Det var særlig sildefiskeriet, der forårsagede denne vækst. Siden 1970 har Færøerne haft deres egen repræsentant i Nordisk Råd, og i 1972 besluttede et enigt Lagting at Færøerne ikke skulle følge Danmark ind i EF, da man selv ville have lov til at bestemme over fiskeriet, der er landets hovedindkomst. se 
1989 indgik EF en frihandelsaftale med Færøerne, der oplevede en økonomisk krise. 1993 kom det frem, at den færøske økonomi og banksystemet var tæt på bankerot. Konkurserne i fiskeriet bidrog til, at Fossbankin gik konkurs. Lån på 2,7 milliarder kroner blev optaget i Danmark, og der blev indgået en aftale om tilbagebetaling af udlandsgælden. De to største banker, Føroya Banki og Sjóvinnubankin, blev i 1994 fusioneret under navnet Føroya Banki for at redde sig ud af truende konkurs. Den Danske Bank trak sig derefter ud af sit færøske engagement. I marts accepterede færøske forhandlere en plan, der gjorde landsstyret til ejer af Føroya Banki. I perioden 1992–1993 faldt lønningerne på Færøerne med 20 %, og 4.200-4.500 færinger (10 %) blev arbejdsløse. Omkring 10% af befolkningen udvandrede, deraf godt halvdelen til Danmark, og en del uden at vende tilbage. I 1995 nedsatte regeringen Poul Nyrup Rasmussen en undersøgelseskommission for at efterforske den færøske banksag. I 1998 udkom den 2.500 sider lange rapport om den færøske banksag. Færøerne krævede herefter 1,5 milliarder kroner i erstatning fra Danmark men fik kun 900 millioner. Færøerne blev ramt af økonomisk krise.
Den 29. marts 2005 nåede krisen mellem Færøerne og Danmark et foreløbigt slutpunkt, idet Jóannes Eidesgaard og den danske udenrigsminister Per Stig Møller i Fámjin underskrev Fámjinserklæringen, en fælles aftale om, at Færøerne fik ret til at deltage i alle internationale organisationer som associeret medlem og ret til at oprette egne repræsentationer på Danmarks ambassader. Den 31. august indgik Færøerne en aftale med Island om en fælles handelaftale. Den 2. september ophævedes alle told- og handelsbegrænsninger mellem de to lande. Samme år vedtoges overtagelsesloven til fremtidig regulering af Færøernes selvstyre.
2014 vedtog Kaj Leo Johannesens anden regering og et flertal af Lagtinget, at ældreområdet, som indtil da havde hørt under Færøernes Landsstyre, skulle administreres af kommunale enheder. Der blev oprettet syv kommunale enheder, som fra 1. januar 2015 skal administrere alt vedrørende personer, som er 67 år og ældre.

## Økonomi og erhvervsliv
Fiskeri og lakseopdræt er vigtigste erhverv, men fiskeri fik først betydning for det færøske samfund fra midten af 1800-tallet. Før den tid var 68 % af befolkningen beskæftiget med landbrug. Fiskeri skete dengang primært til eget behov, og bønderne ejede en eller flere færøbåde. Fiskeriet var et nødvendigt supplement til det, jorden kunne give. Også grindefangst og jagt på sæler og fugle var en væsentlig ernæringskilde.
Ifølge Danmarks Nationalbanks 2023-analyse udgjorde bruttonationalproduktet på Færøerne (BNP) pr. indbygger 431.000 kr.

### Fiskeri
I dag er Færøerne en moderne fiskerination med en stor flåde af trawlere, mindre linefiskebåde, fiskefabrikker og havbrug primært med laks. Et stigende antal personer er efterhånden beskæftiget inden for servicevirksomhed og anden fødevareproduktion end fisk. Et mejeri og et bryggeri producerer til hjemmemarkedet. Næsten al mad må importeres fra andre lande. Færøerne er ikke selvforsynende med andre madvarer end fisk. Selv fårekød importeres.
Færøernes landsstyre uddeler hvert år fiskekvoter. Modtagerne har fået dem gratis, nogle har valgt at sælge kvoterne videre og er derved blevet meget rige, da kvoterne har stor værdi. I februar 2015 sendte Kringvarp Føroya en udsendelse om de såkaldte Landsstýrisútnevndir milliardingar ("Milliardærer udvalgt af Færøernes Landsstyre"), som handlede om makrelkvoterne, som Færøerne uddelte i 2010. I udsendelsens første del kom det frem, at kvoterne blev givet til rederier, som allerede ejede skib af den rigtige type, andre rederier kunne ikke få del i kvoterne ved f.eks. at købe sig et nyt skib. I udsendelsen blev det sagt, at 10 familier ejede rettighederne til alle makrelkvoter, som det færøske landsstyre havde uddelt. Der blev også sat fokus på, at samtidig med hver enkelt af disse familier blev 72 millioner rigere på tre år fra 2010 til 2013, så voksede Færøernes offentlige gæld.

### Havbrug
Indenfor havbrug, opdræt af laks, er der nu kun tre store virksomheder, som ejer alle rettighederne til lakseopdræt på Færøerne, de tre er: Bakkafrost, Hiddenfjord) og Marine Harvest Faroes, som er datterselskab af den norske gigant Mowi. Oprindelig var Bakkafrost rent færøsk ejet, da virksomheden blev etableret i 1968 af de to brødre Hans og Róland Jacobsen (á Bakka) fra bygden Glyvrar, men nordmænd og folk fra mange andre lande har købt sig ind i foretagendet, efter at Bakkafrost blev registreret hos Børsen i Oslo i 2010. Nuværende direktør er Regin Jacobsen, som er søn af Hans á Bakka (Hans Jacobsen). Regin Jacobsen og hans mor Odvør Jacobsen ejer henholdsvis 9,2 % og 9,4% af aktierne i Bakkafrost.
I 2014 iværksatte EU og Norge en boykot af Rusland på grund af krigen i Ukraine, men Færøerne var ikke en del af denne boykot. Fra 31. august 2013 til august 2014 iværksatte EU boykot mod Færøerne for at straffe landet, da Færøerne havde fastsat sine egne makrelkvoter og sildekvoter, efter at der ikke kunne opnås enighed med EU og kystlandene i Nordatlanten. Færøerne udflyttede mere af laks til Rusland i 2014, eftersom Rusland også iværksatte boykot mod EU og Norge, og derfor købte de laks fra Færøerne i stedet. Aktierne i Bakkafrost voksede 20 % i værdi, og Bakkafrost's værdi blev forøget til 6,1 milliarder. I september 2014 skrev færøske medier, at Færøerne nu havde fået den første milliardær familie, da Regin Jacobsen og hans mor Odvør Jacobsen ejede aktier, der havde en værdi på tilsammen 1,1 milliard. På olajdagen den 29. juli 2015 satte Bakkafrost ny rekord, da aktier blev solgt til 24,50 norske kroner på Oslo Børs. Virksomhedens værdi øgedes til 12,1 milliard norske kroner, som svarede til over 10 milliarder danske kroner. Virksomheden voksede med over 500% på fire år, fra 2010 til 2014. 2016 stammede knap halvdelen af Færøernes eksportværdi fra opdrættet laks. 3,7 milliarder kroner af Færøernes samlede eksport på knap 8 milliarder kroner kom fra opdrættet laks. Færøernes vigtigste køber er Rusland, der købte for 1,9 milliarder af Færøernes samlede eksport.

### Betalingsbalance
I 2014 havde Færøerne et overskud på betalingsbalancen på 400 mio. kroner. Eksporten var 6,3 mia. kroner, mens der blev importeret for 5,9 mia. kroner. Året før, i 2013, havde Færøerne et underskud på betalingsbalancen på 186 mio. kroner. En af årsagerne til overskuddet på betalingsbalancen i 2014 skyldtes, at værdien af eksporteret laks (opdrættet laks) forøgedes med en halv milliard kroner. Importen var mindre i 2014 end 2013, det skyldes bl.a., at et mindre antal skibe blev importeret i 2014 i forhold til året før. I 2012 var der underskud på betalingsbalancen på over en milliard kroner, som i følge Hagstova Føroya ("Færøernes Statistik") skyldtes import af skibe og flymaskiner.
Ifølge Hagstova Føroya havde Færøerne i 2023 havde Færøerne et overskud på betalingsbalancen på ca. 1,3 mia. kroner.

### Udenrigshandel
I 2016 eksporterede Færøerne for 8 milliarder kroner og importerede varer for 6,7 milliarder kroner. Ca. halvdelen af Færøernes eksport stammede fra eksport af fisk og knap halvdelen stammede fra salg af opdrættet laks. Knap en fjerdedel af den samlede eksport blev eksporteret til Rusland, svarende til 1,9 milliarder kroner. Dernæst kom USA, som købte for knap 900 millioner, Storbritannien købte for 835 millioner, mens Danmark og Kina købte for 600 millioner kroner hver af færøske varer.

### Olie
De oliefund, der er gjort i Nordatlanten af Norge og især Storbritannien, har givet anledning til at formode, at olie også forekommer på færøsk område, hvorved afhængigheden af fiskeriet kunne mindskes. Der er foretaget en del prøveboringer, men indtil videre er oliefundene ikke rentable til udvinding og produktion.
Danmark har på Færøernes vegne gjort krav på det lille klippeskær samt havbunden omkring det, Rockall, der ligger i Atlanterhavet på 57°5'48"N 13°41'19"V. Selve klippen er britisk territorium, men da den er meget lille ubeboet, er det omstridt, om det kan danne basis for et britisk krav på havbunden. Både Island, Irland, Færøerne og Danmark gør krav på havbunden omkring det. Færøerne og Danmark fremsatte også krav om et stort område nord for Færøerne, som lå uden for 200 sømil grænsen. I marts 2014 lykkedes det, da FN godtog kravet, og Færøerne og det danske kongerige voksede dermed med et havområde på 127.000 km2.

### Bloktilskud fra Danmark
Færøerne modtager årligt et bloktilskud fra Danmark benævnt "Bloktilskud" direkte via den danske finanslov. I 2025 udgjorde bloktilskuddet 576,9 mio danske kr., i 2011 udgjorde den 623,5 mio kr. Det svarer til omtrent det samme som Færøernes største lakseopdræt-virksomhed, Bakkafrost, betaler til landskassen i form af skatter, afgifter, selskabsskat og kapitalvindingsskat.

### Økonomi under coronaviruspandemien
Som i resten af verden er Færøernes økonomi også ramt af coronaviruspandemien, men ikke så hård, som man frygtede i starten. Færinger har pr. 1 april 2021 tre gange bekæmpet COVID-19 pandemien til nul aktive tilfælde, det skete i maj 2020, februar 2021 og 23. marts 2021. Derudover var der kun få tilfælde i oktober og november 2020. Restriktionerne har derfor ikke været så omfattende som i mange andre lande, og nedlukning skete kun i starten, i marts/april 2020, dog forsatte fiskeskib og fiskefabrikker og lakseopdrætterne deres arbejde. Butikker og liberale erhverv som f.eks. frisører var kun lukket i starten af pandemien, i marts/april 2020. I en etårig periode fra februar 2020 til januar 2021 blev der eksporteret for 1,2 milliarder mindre af fisk end for samme periode året før. Det skyldes bl.a., at efterspørgslen blev meget mindre, da restauranter lukkede i de lande, som Færøerne eksporterer fisk til i foråret 2020. Færøske trawlere fortsatte dog med at fiske, og fisken blev gemt i fryselagre. Senere i 2020 blev situationen angående COVID-19 dog bedre i mange lande, og Færøerne kunne igen sælge fisk til andre lande. Importen til Færøerne var 8 milliarder i 2020, det var 390 millioner mindre end 2019. Hvis man ser bort fra import af skibe og fly, så var der en vækst på 10 millioner kroner.
Turismen på Færøerne er den del af Færøernes økonomi, der har været hårdest ramt af pandemien. 2019 var et rekordår angående turismen, og man forventede, at 2020 ville blive endnu bedre, og to nye hoteller, Hotel Brandan og Hilton Garden Inn, blev bygget i Tórshavn og åbnede i 2020. Disse kom dog til at stå ret tomme i perioder pga. rejserestriktioner i forbindelse med pandemien. Dog hjalp det, at Færøerne åbnede op for turister fra Danmark i juli 2020. Færinger selv bruger også mere de færøske hoteller under Coronaviruspandemien end de tidligere har gjort. I flere perioder har de færøske myndigheder frarådt færinger at rejse udenlands på ferie, og i stedet rejse i eget land, og det har mange færinger også gjort. Hagstova Føroya (Færøernes Statistik) oplyste i marts 2021, at dobbelt så mange færinger havde overnattet på de færøske hoteller i februar 2021 i forhold til februar 2020. Overnatninger fra udenlandske turister var kun halvdelen af hvad det var i februar 2020.
Færinger har brugt flere penge til at købe madvarer og alkoholfrie drikkevarer i 2020 end i 2019. De brugte 20% flere penge på tøj og fodtøj i fjerde kvartal 2020 end året før. Dette kan skyldes, at det ikke har været muligt at rejse udenlands for at købe julegaver, som mange færinger ofte har gjort tidligere.

## Infrastruktur
Samfærdselsstrukturen er baseret på et veludbygget vejnet kombineret med broer og tunneller gennem bjergstrukturer samt tunneller under havområder, der forbinder nærliggende øer. Der er der færgeforbindelse til de fleste af de øer, der endnu ikke er forbundet med enten broer eller undersøiske tunneller. Det offentlige selskab Strandfaraskip Landsins driver færgerne og busserne, der kaldes Bygdarleiðir. Det er Landsverk, der er ansvarlig for at bygge og vedligeholde vejnettet på Færøerne, havne og offentlige bygninger.
Den største færge er Smyril, der sejler mellem Tórshavn og den sydligste ø, Suðuroy. Smyril har kapacitet til 200 biler og 975 personer. Færger sejler også til øerne Skúvoy, Hestur, Nólsoy, Mykines, Kalsoy, Svínoy og Fugloy. Der er helikopterforbindelse nogle gange om ugen til flere af de små øer samt Suðuroy. De små øer med helikopter forbindelse er: Mykines, Svínoy, Fugloy, Koltur, Skúvoy, Stóra Dímun.
Den længste undersøiske tunnel er Eysturoyartunnilin, der med sine 11 kilometer er Færøernes hidtil største infrastrukturelle bygningsværk. Den åbnede i december 2020 og består faktisk af tre tunneller, der mødes ved en rundkørsel langt nede under havoverfladen. Disse tre grene forbinder øerne Eysturoy og Streymoy, der var forbundet med en bro i forvejen, samt de to sider af Færøernes længste fjord, Skálafjørður. Tunnelen har tre portaler, ved bygderne Runavík og Strendur og nord for hovedstaden. Der er en rundkørsel ca. midt i tunnelen, der er udsmykket med et kunstværk af Tróndur Patursson.
Den næstlængste tunnel er den 6,3 km lange og op til 150 meter dybe Nordøtunnel, der blev indviet i 2006, hvorefter der er fast vejforbindelse fra Vágar i vest til Viðoy i øst og dermed også vejforbindelse mellem Færøernes to største byer Tórshavn og Klaksvík. Afstanden mellem Klaksvík og Tórshavn forkortedes yderligere ned til godt en halv time, efter at Eysturoyartunnilin åbnede. Sandoyartunnilin, der vil forbinde øen Sandoy med den størst ø, Streymoy, åbner efter planen i 2023.
Der er en lufthavn på Færøerne, det er Vágar Lufthavn, som er 1700 meter lang. Der er et færøsk flyselskab, Atlantic Airways, der har flyforbindelse til bl.a. København, Billund og Aalborg i Danmark, til Norge, Island, Skotland og til tider også til flere storbyer i Europa, f.eks. Barcelona og Paris. Flere af destinationerne er sat på pause på grund af Coronaviruspandemien. Andre flyselskab har også brugt lufthavnen. Helikopteren, der flyver mellem forskellige indenlandsdestinationer, benytter også Vágar Lufthavn, også til redningsoperationer.

### Energiforsyning
SEV er hovedansvarlig for Færøernes energiforsyning, men der er også enkelte private aktører, der producerer elektricitet i samarbejde med SEV. SEV blev etableret i 1946 og ejes af de færøske kommuner. Visionen er at al energi skal komme fra vedvarende energikilder i 2030. Pr. 2021 produceres energien fra olie, vind, vand, sol og biogas. Der er fire vindmølleparker på land, de er placeret på fire lokaliteter på tre øer: I Húsahagi ved Tórshavn, ved Porkeri på Suðuroy og i Neshagi på Eysturoy og Røkt producerer vindenergi i nærheden af Vestmanna på Streymoy. Efterspørgslen efter energi øges år for år på Færøerne. SEV udbygger de grønne energikilder, men det går ikke hurtigt nok i forhold til efterspørgslen. I 2015 var andelen af grøn energi 59,4%, men pr. august 2020 udgjorde grøn energi kun 35,8 %. Det skyldtes dels større forbrug af el, dels mindre regn og vind end et gennemsnitsår. Ifølge SEV vil flere nye udvidelser, som f.eks. en vindmøllepark i Porkeri, der blev taget i brug i efteråret i 2020 og andre vindmølleparker der er planlagt, øge produktionen af grøn energi. Øen Suðuroy har egen el-forsyning, nettet er adskilt fra resten af landet. Efter at vindmøller i Porkeri er kommet i produktion, har man f.eks. i februar 2021 haft en overvejende grøn energiproduktion, da vindmøllerne producerede 36% af den samlede energi, 16% kom fra vandkraft og 464 kWt kom fra solenergiparken i Sumba.

## Geografi
Færøerne ligger på 62 grader nordlig bredde og 7 grader vestlig længde i Nordatlanten mellem Hebriderne mod syd, Shetland mod sydøst, Norge mod øst og Island mod nordvest. Øgruppen består af 18 øer og 11 holme, fra Kap Enniberg på Viðoy i nord til Sumbiarsteinur syd for Suðuroy er afstanden 118 km lang. Kystlinjen strækker sig over 1.117 km.
De 18 øer, som udgør Færøerne, er: Borðoy, Fugloy, Eysturoy, Hestur, Kalsoy, Koltur, Kunoy, Lítla Dímun, Mykines, Nólsoy, Sandoy, Skúvoy, Stóra Dímun, Streymoy, Suðuroy, Svínoy, Vágar og Viðoy.
Særlig vestkysten er markant med sine høje, lodrette fuglefjelde direkte ud mod havet. Den gennemsnitlige fjeldhøjde er 300 m over havet. Slættaratindur (880 m) er det højeste fjeld. Kap Enniberg på Viðoy (754 m) er det største forbjerg i verden.
Der er intet sted med mere end 5 km til nærmeste kyst. De fleste bebyggelser ligger beskyttet på østkysten ved bugter og fjorde med undtagelse af Fámjin og Sumba, der er beskyttet af vestlige skær. Bygderne virker meget maleriske med huse i alle spektrets farver. Uden for de større byer har fårene ret til at færdes på vejene. Områderne er inddelt i zoner, og fåreriste i vejen sørger for, at fårene bliver i deres egne områder. Der gives stor bøde for at køre et får ihjel.

## Geologi
Færøernes geologiske historie begynder med en aktiv vulkansk periode for ca. 55 millioner år siden, hvor selve plateauet blev opbygget, og en nedbrydningsperiode, hvor de nedbrydende og aflejrende processer har givet øerne det nuværende udseende. Den vulkanske virksomhed, som førte til dannelsen af den nederste basaltserie, som forekommer på den sydlige del af Suðuroy, Mykines, Gáshólmur, Tindhólmur og den vestlige del af Vágar, har haft rytmisk karakter. Hvert enkelt vulkanudbrud har været efterfulgt af en kortere eller længere hvileperiode. Efter vulkanismens ophør fandtes et jævnt landskab opbygget af plateaulavaer, hvor Færøerne i dag ligger.

### Geologisk historie
På grund af Færøernes begrænsede plantedække er det relativt let at følge geologiens historie. Øerne er opbygget i en periode, der karakteriseres af høj vulkansk aktivitet i palæogen for omkring 50-60 millioner år siden. Øerne er opbygget i lag af forskellige lavastrømme (basalt) vekslende med tynde lag af aske (tuf), som er blæst ud fra vulkanerne og drysset ned over lavaen fra tidligere og større udbrud.
Den bløde aske og den hårde basalt ligger altså lag på lag i smalle og tykke striber. De bløde tuf eller askezoner eroderes relativt hurtigt væk, og den hårde klump basalt over den eroderede tuf falder ned, og dermed er den første terrasse dannet.
Den vulkanske aktivitet har varieret over millioner af år med hvile-perioder og forskellige perioder med rolige udbrudsspalter og eksplosiv vulkanisme. Enkelte steder, først og fremmest på Suðuroy, forekommer tynde kullag, der er rester af sumpskove fra tiden mellem de vulkanske udbrudsprodukter. Man har derfor opdelt plateauet i forskellige basaltserier alt efter vulkanismens forløb og lagfølgens aldersmæssige rækkefølge.
Der er store forskelle på øernes terrasseform. Den nederste og ældste serie er tykke aflejringer – lavabænke –, hvilket kan ses på den sydlige del af Suðuroy, Mykines, Tindhólmur og den vestlige side af Vagar. Fjeldsiderne får her et præg af store trapper.
Basalten i den nederste basaltserie er ofte søjledannede, hvilket viser sig ved langstrakte, kantede og regelmæssige søjler i fjeldsiden – næsten som et stenhuggeri.
Meget regelmæssige, lodrette søjledannelser ses på det nordlige Mykines, hvor de kan være op til 30 meter høje.
Den mellemste basaltserie består af tynde lavastrømme med stærkt porøst mellemlag. Denne serie er meget lidt modstandsdygtigt overfor smuldring og forvitring. Da disse erosions processer er hårdere i højden end længere nede, fyldes lavlandet med forvitringsmateriale fra højderne, der ofte resulterer i en karakteristisk, buet landskabs-form. Dette kan ses tydeligt på Vágar, den nordligste del af Streymoy og på den nordvestlige del af Eysturoy.
På den sydlige del af Streymoy og Eysturoy samt på de nordlige øer en landskabsformen gennemgående mere småtrappet, end f.eks. Suðuroy. Det skyldes, at denne basaltserie igen består af vekslende lag mellem basalt og tuf.
Når man overhovedet kan se de forskellige basaltserier, skyldes det, at lagene er kippet under dannelsen, inden de blev overlejret af de yngre lag. De tre basaltserier er ikke parallelle, og når man bevæger sig fra vest mod øst, bevæger man sig stort set fra den nederste basaltserie til den øverste basaltserie.
Gletsjere i sidste istid har også sat sit præg på øerne. Trykket fra isen har reduceret plateaufladerne specielt på de nordlige øer, hvor fladerne er reduceret til en række smallere eller bredere zig-zag rækker i øernes længderetning. Fænomenet er særligt udtalt på øerne Kunoy, Kalsoy og Borðoy, hvor en østvendt og en vestvendt ismasse har eroderet den mellemliggende fjeld til en smal kam.
- Satellitfoto fra NASA
- Færøerne med alle byer, veje, sunde, fjorde, færgehavne og højeste bjerge.
- Rigsfællesskabet

- Færøerne i Europa
- Basaltsøjler i Kúlugjógv ved Froðba
- Færøske kulminer findes kun på den nordlige del af Suðuroy

## Politik

### Lagtinget
Færøerne er en del af Rigsfællesskabet, og Færøernes parlament er Lagtinget, der indtil 2007 bestod af mindst 27 og højst 33 medlemmer, valgt for fire år. Ved lovændring i 2008 blev hele Færøerne én valgkreds med fast 33 medlemmer. Lagtinget er et af verdens ældste parlamenter. Færøerne er i modsætning til Danmark ikke medlem af EU men er repræsenteret i Nordisk råd med to delegerede, som en del af den danske delegation. Færøerne er repræsenteret med to folketingsmedlemmer i Kongeriget Danmarks Folketing. De nuværende to færøske folketingsmedlemmer er Sjúrður Skaale (Javnaðarflokkurin) og Anna Falkenberg (Sambandsflokkurin).

### Landsstyret
Landsstyret (Føroya landsstýri) er Færøernes selvstyrende regering, som ledes af Lagmanden (løgmaðurin). Landsstyret bliver normalt valgt hvert fjerde år af Lagtinget. En minister kaldes landsstýrismaður eller -kvinna. Lagmand siden den 16. september 2019 er Bárður á Steig Nielsen. Han er også leder af den nuværende borgerlige regering, som fra valget den 31. august 2015 består af Fólkaflokkurin, Sambandsflokkurin og Miðflokkurin. Efter lagtingsvalget 2019 havde Færøerne 7 ministerier (færøsk: stjórnarráð eller aðalráð): Lagmandskontoret (Løgmansskrivtovan), Finansministeriet (Fíggjarmálaráðið), Vinnumálaráðið (Erhvervsministeriet), Fiskeriministeriet (Fiskimálaráðið), Socialministeriet (Almannamálaráðið), Sundhedsministeriet (Heilsumálaráðið), Udenrigs- og kulturministeriet (Uttanríkis- og mentamálaráðið).

### Kommunerne
De færøske kommuner er:
- Eiðis kommuna
- Eysturkommuna
- Fámjins kommuna
- Fuglafjarðar kommuna
- Fugloyar kommuna
- Hovs kommuna
- Húsavíkar kommuna
- Hvalbiar kommuna
- Hvannasunds kommuna
- Klaksvíkar kommuna
- Kunoyar kommuna
- Kvívíkar kommuna
- Nes kommuna
- Porkeris kommuna
- Runavíkar kommuna
- Sands kommuna
- Sjóvar kommuna
- Skálavíkar kommuna
- Skopunar kommuna
- Skúvoyar kommuna
- Sørvágs kommuna
- Sumbiar kommuna
- Sunda kommuna
- Tórshavnar kommuna
- Tvøroyrar kommuna
- Vága kommuna
- Vágs kommuna
- Vestmanna kommuna
- Viðareiðis kommuna

### Rigsombudsmanden
Den danske rigsombudsmand på Færøerne siden 2017 er Lene Moyell Johansen.

### Lagmand
- Aksel V. Johannesen, Lagmand fra 2015 til 2019 og fra 2022-
- Bárður á Steig Nielsen, Lagmand fra 2019-2022
- Jóannes Eidesgaard, Lagmand fra 2004 til 2008
- Anfinn Kallsberg, Lagmand fra 1998 til 2004

### Sygehuse
Færøerne har 3 sygehuse. Det største sygehus er Landssygehuset, der ligger i Tórshavn med 200 sengepladser. Dernæst kommer Klaksvig Sygehus i Klaksvig med 36 sengepladser samt Suðuroy Sygehus på Tvøroyri med 30 sengepladser. Desuden fungerer Rigshospitalet som hospital for den færøske befolkning.

### Politi
Færøernes Politi er dansk og har en politikreds med næsten 100 politibetjente. Politikredsen er opdelt med en hovedstation i Tórshavn og fem understationer i Klaksvík, Runavík, Vagar Lufthavn, Sandur og Tvøroyri.

### Postvæsenet
Posta (før Postverk Føroya) er Færøernes postvæsen. Den 16. december 2005 blev Postverk Føroya omdannet til aktieselskabet P/F Postverk Føroya. Fra Tórshavn fordeles posten til de 6 større posthuse i Klaksvík (Norðoyggjar), Miðvágur (Vágoy), Oyrarbakki (Eysturoy), Saltangará (Eysturoy), Sandur (Sandoy), Skopun (Sandoy) og Tvøroyri (Suðuroy). Derudover er der nogle små posthuse på de små øer, som typisk har åbent en time tre gange om ugen: Mykines, Kirkja og Hattarvík på Fugloy, og øen Svínoy. Øen Kalsoy har landpostbud. Øerne Skúvoy og Hestur har posthuse, som har samme ansvarshavende som posthusene på Sandoy. Fra posthusene bliver posten bragt ud af postbude til de ca. 17.000 husholdninger.
De første færøske frimærker blev udgivet den 30. januar 1975. Samtidig begyndte den danske regering og det færøske landsstyre at forhandle om overtagelse af postvæsenet på Færøerne. Det førte til, at det færøske hjemmestyre den 1.april 1976 overtog postvæsenet på Færøerne.
Der er ca. udgivet 600 færøske frimærker (2006). Danmark er Filateliafdelingens største marked med næsten 40 % af det samlede salg til udlandet. Dernæst kommer Tyskland med ca. 17 %. Salget af frimærker på Færøerne er ca. 2 % af den samlede omsætning.
Filateliafdelingens opgave er at producere frimærker til Posta og at markedsføre og sælge frimærker til samlere – særlig i udlandet.

## Vejr og klima
Det færøske vejr kan være meget vekslende. Sol og blå himmel kan på samme dag skifte flere gange til stærk vind, storm, regn og meget tæt tåge. Golfstrømmen bevirker, at gennemsnitstemperaturen er 3 plusgrader om vinteren og 11 grader om sommeren. Havnene er isfrie hele året, og i de lavtliggende, beboede områder bliver sne for det meste kun liggende i kort tid. Tidligere havde vejret stor indflydelse på det daglige liv og folks livsindstilling. Mange kalder Færøerne: "Måske-land" (engelsk: "the Land of Maybe"), fordi vejret bestemmer, om aftaler og planer kan overholdes.
Det vekslende vejr skaber en særlig stemning, som Sámal Joensen-Mikines beskriver sådan:
| „ | Endnu et par ord om farverne. Her på øerne brydes de på en forunderlig måde af luftens fugtighed, der ofte medfører et diffust synsindtryk, hvilket jeg har oplevet, når hav og himmel smelter sammen i rosa og grå toner med konkyliens glans eller kaskader af lys, der under et vældigt vejrdrama pludselig kastes ned mellem mørke skymasser og belyser havet, klipperne, de grønne græsgange og bygdens sorte huse. Det er i begge tilfælde et stærkt, men samtidig blidt lys. Det er fascinerende. | “ |
|   | — Færøernes billedkunst, Bárður Jákupsson 2000 |   |

## Flora og fauna
Færøerne er i hovedsagen græsbevoksede med en udbredt forekomst af vilde blomster. Der eksisterer træer, der ikke er en del af den oprindelige natur, træerne er plantet i mindre skove i Tórshavn, Klaksvík, Trongisvágur, Vágur, Selatrað, Kunoy og andre steder. Plantagerne må være godt indhegnede, således at fårene ikke får adgang til træerne. For mange år siden har skove dækket øerne, det ved man bl.a., fordi der findes kul f.eks. på Suðuroy, og uden træer ville der heller ikke være noget kul, men der har været flere vulkanudbrud siden. I nyere tid har træer ikke vokset vildt, man mener, at det skyldes, at får græsser på alle bjerge, og derfor får træer ikke lov til at vokse af sig selv. Færøernes fugle er præget af havfuglene, som i stort tal yngler i fjeldene og på fjeldsiderne. Dyrelivet i øvrigt omfatter gråsæl og mindre hvalarter i de kystnære område samt dyr, som er indvandret eller indført sammen med befolkningen af øerne. Der er f.eks. vilde harer, som folk har lov til at jagte nogle få dage om året. Det er forskelligt fra ø til ø, om der eksisterer harer, og om man i det hele taget har lov til at jage dem. I Mykines blev de første harer bragt til øen i 1965, og der plejer man ikke at jage dem. Jens Kjeld Jensen, som bor på øen Nólsoy, har skrevet om de færøske harer på sin hjemmeside. Han sammenligner harer fra Sumba, som ligger sydligst på Færøerne, med harer fra Nólsoy. Det viste sig, at gennemsnitsvægten fra harerne fra Sumba var 3045 g, Den største vejede 3900 g og den mindste vejede 2000 g. Angående harerne fra Nólsoy, så var gennemsnitsvægten ca. 2700 g, og den største hare som nogensinde er skudt i Nólsoy vejede 3450 g.

### Vegetation
Færøerne opstod som nævnt ved vulkanske udbrud for ca. 60 mil. år siden. Derefter var der en lang periode uden aktivitet, hvor der blev tid til, at skove kunne nå at dannes. På det tidspunkt lå Færøerne langt sydligere end i dag, og øerne havde et klima, der kan sammenlignes med det subtropiske klima i det sydlige Japan. Det kan man se ud fra de plantearter, der findes som fossiler i periodens kullag f.eks. den nu uddøde Metasequoia occidentalis og Tempeltræet.
Den seneste istid sluttede på Færøerne for ca. 12.000 år siden, og langsomt begyndte planterne at vende tilbage. Klimaet var i begyndelsen arktisk, så vegetationen lignede den, man kan opleve på Grønland i dag. På det tidspunkt fandtes der endnu Dværg-Birk på øerne. Efterhånden som klimaet blev varmere, ændredes også plantevæksten, sådan at Dværg-Birk forsvandt, mens Almindelig Ene blev udbredt. Kort før bosættelsen blev klimaet mere fugtigt, og vikingerne mødte øer, der var bevokset med kratskov og større, urteagtige planter.
Før landnamstiden havde de mest almindelige planter været arter fra fugtig eng, dvs. hovedsagelig halvgræsser. Derudover var der Mjødurt, Potentil, Perikon, Stenbræk, Djævelsbid og Strand-Vejbred. Desuden fandtes Ranunkel og Storkenæb, men mindre udbredt.

### Ændringer efter bosættelsen
Efter bosættelsen blev græsserne, der tidligere havde produceret mellem 20 og 30% af alt pollen, de største pollenproducenter (50-60% ). Samtidig dukkede der pollen op fra Skræppe, uopdyrkede græsser (modsat kornarter som Byg og Havre), Kabbeleje, planter af Nellike-familien (flere arter af markukrudt), Korsblomst-familien, Læbeblomst-familien, Nælde og Kvan. selv om Stor Nælde på forhånd var hjemmehørende på øerne, blev den begunstiget meget af menneskenes ankomst.
Fra den første tid kan der nu findes pollen fra dyrkede planter (mest kornarter) sammen med pollen fra store arter af vildgræs. I samme lag finder man pollen fra Almindelig Firling, By-Skræppe, Eng-Kabbeleje, Fuglegræs, Hamp-Hanekro, Hvidmelet Gåsefod, Krat-Viol, Lav Ranunkel, Skov-Springklap, Stor Vandarve, Trævlekrone, flere arter af Vejbred og Vild Hør.
Ved Argisbrekka finder man tykke lag af rester fra Dun-Birk, og arten voksede på stedet mellem 2460 f.Kr. og 770 e.Kr. Der er mange steder, hvor der vokser træer på Færøerne i dag, men de fleste er plantede. Det viser sig, at Ene, Birk, og Pil var almindeligt forekommende før bosættelsen, men i de samme lag findes også pollen fra Ask, Eg, El, Elm, Fyr, Hassel, Lind og Røn.

### Nutidens vegetation
I dag er vegetationen på Færøerne artsfattig og nærmest beslægtet med den i Island eller på den nordlige del af De Britiske Øer. Den naturlige træ- og buskvegetation mangler næsten helt, og man træffer mest lave pilekrat og krybende former af Almindelig Ene. Der er plantet en del indførte træer og buske på nogle af de største øer, og især nåletræerne synes at lykkes godt. Situationen i dag er, at græsheder er den dominerende vegetationstype, ofte med islæt af Hedelyng og Almindelig Blåbær. På højeste steder finder man en sparsom vegetation af fjeldplanter. Omvendt ses den frodigste plantevækst i klippesprækker og på lavtliggende klippehylder. Indhegnede områder, der beskytter planterne imod fåregræsning, har også en rig flora. Færøerne har ca. 400 arter af karplanter, 400 arter af mosser og 250 laver.
Mennesker har siden bosættelsen indført ca. 100 arter som f.eks. Kvan, der blev dyrket af vikingerne, og som i mange generationer blev brugt til at modvirke skørbug.

### Blomster
Om sommeren blomstrer mange forskellige vilde blomsterarter overalt. Nationalblomsten er den gultblomstrende mýrisólja.

### Træer
Kullagene på Suðuroy under de yngste basaltlag viser, at der i tertiærtiden har været et mildt klima med udpræget skov. Alle nutidige træarter, hovedsagelig Ahorn, ask, fyr og pil vokser kun under kultur. I dag er Viðarlundin Færøernes eneste større skov.
Tidligere fyrede man med tørv og udnyttede drivtømmer til hus- og bådbyggeri.

### Kulturplanter
Dyrkning af planter begrænser sig til græs, kartofler, kålroer og Have-Rabarber. Korn var et vigtigt næringsmiddel før i tiden men dyrkes ikke mere, for driftudgifterne er for store. Andre grøntsager dyrkes med et udmærket resultat under glas. I vindbeskyttede haver er det muligt at dyrke almindelige grønsager og bær. Hovedparten af øernes forbrug af frugt må dog importeres.

### Dyrearter
Færøernes isolerede beliggenhed bevirker, at mange dyrearter ikke er naturligt forekommende, som f.eks. mange insektarter, tudser, ferskvandsfisk og landpattedyr. Undtagelsen er gråsælen (Halicboerus grypus), der yngler overalt i de mange grotter. I havet omkring Færøerne færdes storhvalerne, dog sjældent nær kysterne. Tæt ved kysterne kan man ofte observere de mindre hvalarter, som f.eks. grindehvalen (Globicephala melas), der – hvis grindeflokkene observeres – med både drives ind i fjordene, hvor de hurtigt bliver dræbt. Se grindefangst. Et specielt fordelingssystem sørger for, at hvalkødet bliver retfærdigt fordelt.
Sneglearten Polycera faeroensis er en af de få arter, der har fået et navn, hvori Færøerne indgår.
Færøernes fugleverden omfatter mange forskellige rugefuglearter. Nationalfuglen er Tjaldur (Strandskade). Færøerne er kendt for at have lunde, der bedre er kendt under navnet søpapegøje, en flot farverig fugl.
Det var menneskene, der fra ca. år 600 medbragte de nu almindelige dyr: Sneharen (Lepus Timidus), der i 1800 tallet blev indført fra Norge, samt mus og rotter, som fra 1500-tallet kom med sejlskibene.
En del insektarter findes ikke, som f.eks. stikmyg og bier. Almindelig er natsommerfuglearten humleæder (Hepialus humuli). Ny på Færøerne er hvepsen, der formodentlig er kommet med skib omkring 1998. En meget almindelig efterårsgæst er ørentvisten.
Hesteracen Færøsk hest er unik fø øgruppen, og har eksisteret i over 1000 år. Den er dog stærkt truet, og i 2021, var der kune 94 tilbage på Færøerne.

## Befolkning
| 1327 | ca. 4.000 | 1900 | 15.230     | 1997 | 44.262 |
| 1350 | ca. 2.000 | 1911 | ca. 18.800 | 1998 | 44.817 |
| 1769 | 4.773     | 1925 | 22.835     | 1999 | 45.409 |
| 1801 | 5.255     | 1950 | 31.781     | 2000 | 46.196 |
| 1834 | 6.928     | 1970 | ca. 38.000 | 2001 | 46.996 |
| 1840 | 7.314     | 1975 | 40.441     | 2002 | 47.704 |
| 1845 | 7.782     | 1985 | 45.749     | 2003 | 48.214 |
| 1850 | 8.137     | 1989 | 47.787     | 2007 | 48.484 |
| 1855 | 8.651     | 1995 | 43.358     | 2013 | 48.092 |
| 1880 | 11.220    | 1996 | 43.784     | 2020 | 52.124 |

Langt størstedelen af indbyggerne er færinger og er af nordisk og keltisk oprindelse.
Nyere DNA undersøgelser viser, at de mandlige gener er 87% skandinaviske, mens de kvindelige gener er 84 % britiske (irsk/skotske).
Færøerne har 51.540 indbyggere(1. marts 2019 Arkiveret 25. april 2019 hos  Wayback Machine), hvoraf ca. 20.000 bor i hovedstaden, Thorshavn kommune (færøsk: Tórshavn), og 5.000 i Klaksvig (færøsk: Klaksvík). Sproget er færøsk, der er et vestnordisk sprog i slægt med islandsk og norsk. Dansk læres i skolen fra tredje klasse. Ved siden af rigsdansk som fremmedsprog eksisterer der også en lokal accent, der ligner norsk, kaldes gøtudanskt, som er dansk med færøsk udtale, ofte bruges det, når en dansk tekst skal læses op.
98 procent af indbyggerne er danske statsborgere og dermed færinger, danskere eller grønlændere. Ca. 5 procent er født i Danmark. Islændingene udgør den største gruppe af udlændinge, fulgt af borgere fra Norge og Polen med hver 0,2 procent. Alt i alt lever der mennesker fra 77 forskellige lande på Færøerne.
Uofficielle tal peger i retning af, at der lever ca. 15-20.000 færinger i Danmark og ca. 5.000 i Island. I august 2014 skrev aktuelt.fo, at en søgning hos Danmarks Statistik viste, at ved årsskiftet 2013/14 boede 11.696 personer i Danmark, som var født på Færøerne, heraf var 4.877 mænd og 6.819 kvinder. Udover personer, som er født på Færøerne, er der også færinger i Danmark, som ikke er født på Færøerne men er opvokset der eller har en eller begge forældre, som kommer fra Færøerne. Mange unge færinger flytter til Danmark for at tage en uddannelse, og mange af dem flytter tilbage, men der er også flere, som bliver boende i Danmark, f.eks. fordi de finder en dansk partner. Der er et underskud på 2000 kvinder på Færøerne.
Ifølge "Norden i tal 2014", som udgives af Nordisk ministerråd, så havde færøske kvinder den højeste fertilitet i Norden, men da der er flere, der fraflytter Færøerne, end der er nye tilflyttere, så sker der ikke de store bevægelser i folketallet. Færøerne havde i 2012 Nordens mindste procentdel af ikke-rygere. Angående salg af alkohol per person, så ligger Færøerne blandt de lande i Norden, som har det mindste salg, på niveau med Island og Norge. Når det gælder ulykke som dødsårsag, så havde Færøerne i 2012 Nordens laveste antal blandt kvinder, 13 af 100.000, men samtidig Nordens højeste antal af dødsulykker blandt mænd (63). Færøerne havde Nordens næsthøjeste antal af børn i pasning i 0 og 1-årsalderen næst efter Danmark. Færøerne havde Nordens største procentdel af relativ arbejdskraft, men samtidig havde Færøerne også Nordens største procentdel af kvinder, som arbejder deltid, idet over halvdelen af færøske kvinder arbejdede deltid i 2013.

### Folketallets udvikling
Blandt en del historikere har der været formodet, at de første faste beboere på Færøerne var irske munke, der levede som eneboere. Synspunktet er dog altid mødt skepsis af arkæologer, hvor nyere kildeforskning bekræfter arkæologernes synspunkt. Det kan med sikkerhed fastslås, at Færøerne som tidligere nævnt blev befolket af vikinger, og disse bosatte sig rundt om på øerne, hvorved der efterhånden etableredes en befolkning på omkring 4.000 mennesker. Omkring 1349-1350 blev befolkningstallet halveret på grund af pesten "Den sorte død". Senere indvandring fra Shetlandsøerne, Orkneyøerne og Norge gjorde, at befolkningstallet stabiliserede sig på ca. 5.000 indbyggere.
Færøerne har i flere omgange fornyet fiskeflåden, i slutningen af 1880'erne blev engelske slupper købt til landet, senere kom motorskibe og i 1980'erne blev trawlerflåden fornyet, det har gjort Færøerne mindre afhængige af fiskeri i nærheden af de færøske kyster og af landbrug, og efter forbedring af befolkningens sundhedstilstand, tidobledes folketallet fra slutningen af det 18. århundrede og de næste 200 år frem til de nu knap 50.000.
I starten af 1990'erne ramtes Færøerne af en økonomisk krise, der medførte arbejdsløshed og økonomiske stramninger. Som en følge heraf udvandrede ca. 10 % af befolkningen, hvoraf hovedparten til Danmark. Krisen var dog i alt væsentligt overvundet i 1995, og mange af de fraflyttede er siden vendt tilbage til Færøerne.
Færøerne har ikke indført CPR-nr. til befolkningen, i stedet har man p-tal (persontal), som har tre cifre efter fødselsdatoen, det er kommunerne som registrerer tilflytninger og giver oplysningerne videre til Landsfólkayvirlitið. Hagstova Føroya fører statistik over bevægelser i folketallet på deres database, som folk kan søge i på hagstova.fo. Pr. 1. januar 2014 blev indbyggerantallet talt til 48.190 personer.
Færøerne har en høj forventet levetid, højere end f.eks. Danmark. Færøske kvinder kunne i 2014 ved fødslen forvente en levetid på 84,1 år, mens færøske mænd fra fødslen kunne forvente at leve til de er 79,4 år.

### Verdens ældste søskende
I 2015 blev det stadfæstet, at verdens ældste søskende er født, opvokset og bosat på Færøerne. Der er tale om ægteparret Elsebeth og Magnus Olsens børn, der kommer fra bygden Rituvík. Den ældste er født i 1920, den yngste i 1938. De fyldte 1.000 år tilsammen i juli 2012. I juli 2015 runder de tilsammen 1.036 år. Faderen døde, da det yngste barn kun var 2 år gammelt. Moderen formåede dog at holde sammen på familien og alle voksede op sammen. De klarede sig bl.a. ved, at de to ældste sønner sejlede med fiskeskibe under 2. verdenskrig og gav pengene til moderen. Det gav god løn at sejle under 2. verdenskrig, da det var meget farligt. Færøske skibe fragtede fisk fra Island til Storbritannien under krigen, ca. 300 færøske mænd mistede livet på havet under 2. verdenskrig.

### FarGen projectet
I 2005 blev en færøsk genetik-biobank etableret. Siden 2011 har FarGen projectet været på den færøske finanslov og finansieres også af Folketinget med 10 millioner kroner. I september 2016 blev projektet iværksat på Færøerne, hvor de første blodprøver blev taget til projektet. Det formodes, at Færøerne med en befolkning på 49.000 er et af de genetisk mest homogene folk i Nordatlanten, og genforskning er allerede foregået der indenfor monogene og komplekse sygdomme. Efter planen skal der tages blodprøver af 1.500 færinger, som melder sig frivilligt til at deltage i FarGen projektet, hvorefter blodprøverne skal gennemtestes bl.a. for at få kortlagt et færøsk referencegenom. Projektet vil gøre det muligt for forskere at forske i, hvordan gener, miljø og livsstil påvirker færingers helbred. Projektet vil også øge viden om genetiske sygdomme og på længere sigt kunne medvirke til at tilpasse medicin til den enkelte patient.

### Næringsveje
Befolkningens fordeling efter næringsvej har siden 2. verdenskrig været følgende:
| År   | Landbrug gartneri | Fiskeri | Industri håndværk | Byggeri | Handel | Transport | Administration | Service | Uoplyst | Formue mm | I alt  |
| ---- | ----------------- | ------- | ----------------- | ------- | ------ | --------- | -------------- | ------- | ------- | --------- | ------ |
| 1945 | 1.995             | 10.408  | 4.527             | 1.728   | 2.253  | 2.827     | 1.196          | -       | 1.089   | 3.155     | 29.178 |
| 1950 | 1.631             | 11.499  | 5.552             | 2.261   | 3.064  | 2.846     | 1.472          | -       | 551     | 2.905     | 31.781 |
| 1960 | 1.461             | 11.044  | 6.645             | 2.277   | 3.028  | 3.857     | 1.839          | 411     | 451     | 3.583     | 34.596 |
| 1966 | 1.178             | 8.950   | 7.412             | 3.984   | 2.902  | 4.141     | 2.844          | 592     | 933     | 4.186     | 37.122 |
| 1970 | 935               | 8.242   | 7.660             | 3.836   | 3.500  | 4.255     | 3.583          | 646     | 1.429   | 4.526     | 38.612 |
| 1977 | 595               | 7.533   | 7.667             | 4.467   | 3.968  | 4.946     | 5.128          | 1.250   | 969     | 5.446     | 41.969 |

kilde: Statistisk Årbog 1960, 1965, 1970, 1975, 1980
Af oversigten fremgår, at fiskeri har været den vigtigste næringsvej med mere end en tredjedel af sysselsætningen mellem 1945 og 1960. I 1960-erne gik industri kraftigt frem (heraf udgjorde næringsmiddelindustrien i 1977 en tredjedel med 2.567 ansatte mod 5.100 i resten af industrien) men stagnerede i 1970-erne. Byggeri, handel, transport, administration og service har vedvarende været i fremgang, mens landbrug og gartneri vedvarende har været aftagende. Der er ikke offentliggjort tilsvarende tal for tiden efter 1977.

## Uddannelse
I 1979 blev der indført et selvstændigt uddannelsessystem på Færøerne. Dog er antallet af uddannelser begrænset, og mange må rejse til udlandet for at studere. Årligt læser omkring 500 færinger på videregående uddannelser på Færøerne, mens omtrent 1000 tager til Danmark. De seneste år er flere og flere også rejst til andre lande, også udenfor de nordiske lande, for at studere. F.eks. læser flere i Aberdeen. Da det er ret svært at komme ind på medicinstudiet i Danmark er flere færinger begyndt at læse i andre lande, f.eks. i Polen. I december 2012 fik den første af de færøske medicinstuderende i Polen sit bevis. Atten andre færinger studerede på det tidspunkt medicin ved det pågældende universitet i Polen. Efter hjemmestyreordningen 1948 blev færøsk hovedsproget på Færøerne, mens dansk blev det officielle andet sprog og har også nu en central rolle på Færøerne. Det er det første fremmedsprog, som børnene lærer, fra tredje klasse, og fra fjerde klasse engelsk.
I Tórshavn ligger Færøernes Universitet (færøsk: Fróðskaparsetur Føroya). Det blev grundlagt den 20. maj 1960 og er det eneste universitet på Færøerne. Den 1. august 2008 blev Færøernes Universitet udvidet med flere andre allerede eksisterende uddannelser. Lærerseminariet (færøsk: Føroya Læraraskúli) og sygeplejerskeuddannelsen (færøsk: Sjúkrarøktarfrøðiskúlin) blev fusioneret med universitetet, som beholdt det gamle navn. De studerende, der læser til lærer eller sygeplejerske, kan således kalde sig BA efter endt uddannelse. I Tórshavn kan man også læse til navigatør eller maskinmester ved Vinnuháskúlin. I Klaksvík kan man tage maritime uddannelser og sikkerhedskursus på Sjónám. I Vestmanna kan man tage en treårig gymnasial uddannelse med særligt fokus på fiskeindustrien på Fiskivinnuskúlin. Der er gymnasier i Tórshavn, ved Kambsdalur (ved Fuglafjørður i Eysturoy) og mellem Hov og Porkeri på Suðuroy (Miðnámsskúlin í Suðuroy), HF er i Tórshavn, Kambsdalur og Klaksvík. Handelsskole er i Tórshavn og Kambsdalur. Føroya Fólkaháskúli (dansk: Færøernes Folkehøjskole) er i Tórshavn. Heilsuskúli Føroya er på Suðuroy i samme bygning som gymnasiet, der kan man læse SOSU uddannelserne. Tekniske skoler er i Tórshavn og Klaksvík.
- Viðareiði på Viðoy er Færøernes nordligste bygd. Den er beliggende i en 1,5 km bred dalsænkning med høje fjelde i nord og syd.
- Gásadalur ligger på vestsiden af øen Vágar og støder ud til Mykinesfjørður. Bygden er omsluttet af de højeste fjelde på Vággur. Mod nord Árnafjall 722 m og mod øst Eysturtindur 715 m.
- Drangarnir, Tindhólmur og Mykines, som er Færøernes vestligste ø.
- Stóri Drangur Drangarnir og Tindholmur. Holmen er en lille ubeboet ø vest for Vágar. Med sine 6500 m² er den Færøernes største holm. Dens højeste punkt er 262 meter over havet.
- Hvalba er en frugtbar bygd på det nordlige Suðuroy.
- Lítla Dímun er den eneste ubeboede ø på Færøerne.
- Beinisvørð, 469 m på det sydvestlige Suðuroy, er et af Færøernes mest kendte fuglefjelde med tusinder af rugende fugle.
- Bygden Kunoy .

## Det færøske køkken
Det traditionelle færøske køkken har igennem århundreder udviklet sig på sin egen måde på grund af Færøernes beliggenhed langt ude i Nordatlanten. Klimaet er ikke velegnet til dyrkning af korn og frugt. Grønsager kan dyrkes vindbeskyttede steder, som f.eks. ved bunden af fjordene. (Se også færøsk landbrug).
Færøsk mad består for en stor del af kød af opdrættede dyr samt af vilde land- og havpattedyr og fugle samt af fisk. Kartofler blev almindelige i 1800-tallet og er for de fleste uundværlige i dag og spises dagligt. Skærpekød spises ofte som pålæg på rugbrød eller drýlur, tørsaltet spæk af grindehval spises ofte sammen med tørret eller kogt grindekød (tvøst), med tørret fisk eller ræst fisk. Tørsaltet spæk gemmes mørk i salt og kan holde sig i lang tid. Det tørrede kød spises, som det er. En delikatesse er garnatálg, som kun skal fermentere i tre måneder. Indholdet er tilberedte indvolde pakket i mavenettet og lukket så grundigt inde, at det er som en vakuumpakning. Den færdige garnatálg skæres i skiver, smeltes på en pande og spises som sovs til ræstfisk (lufttørret fermenteret fisk, der efterfølgende er kogt.
Selv i dybfryserens tidsalder bliver fisk, fåre- og hvalkød hængt til lufttørring i den traditionelle færøske hjallur, et træskur med luftgennemstrømning, hvor man også konserverer færdiglavede specialiteter ved lufttørring. Færingerne lufttørrer den største del af egen fårekødsproduktion. Efterårets vejr har indflydelse på, om tørringsprocessen lykkes, og kødet dermed får den rigtige smag. Vejret må ikke være for varmt, da fluerne så kan lægge æg og kødet derved bliver ødelagt af maddiker.
Lufttørringen kan deles op i tre trin: Visnað (“visnet”), ræst (halvtørret/lagret) og tørret. Processen “Visnet”, varer kun få dage, og benyttes overvejende til tørring af fisk. Når fårene er slagtet til oktober, hænges de op et vindfyldt sted, eller i et skur med gennemstrømning af saltet havluft. Ved juletid har de tre måneders udtørring i den særligt tørre luft med et relativt højt indhold af salt forvandlet det ferske kød til ræst. Herefter koges kødet for at kunne spises, og suppen kogt på kødet serveres i samme måltid. Hvis vind og temperaturer er til det, kan kødet i form af køller hænge videre, og efter yderligere tre til fem måneder er kødet blevet til skærpekød. Mælke- og eddikesyrebakterierne har nu nedbrudt proteinerne inde i kødet så kraftigt, at man kan spise kødet uden yderligere forarbejdning, og den rige svampevækst i form af Penicillium roqueforti, der sidder på ydersiden, bidrager med yderligere smag til det kraftigt smagende møre mørke kød.
I februar 2017 modtog restauranten Koks én stjerne i Michelinguiden. Koks bruger primært lokale råvarer som fisk, skaldyr og lam, Restauranten var i Hotel Føroyar de første år, men siden maj 2016 har restaurant Koks været i Kirkjubøur.
I august 2017 vandt færinger 3 Embla-priser ud af syv kategorier. Embla er en nordisk madpris, der blev uddelt for første gang i 2017. Leif Sørensen vandt for Fish Chips, i kategorien Nordisk madhåndværker 2017. Dímunargarður vandt prisen for Nordisk råvareproducent 2017. Heimablídni vandt i kategorien for Nordiske maddestination 2017.

## Religion
Fra ca. år 625 formodes det, at keltiske munke var de første fastboende mennesker på Færøerne. Myterne fortæller, at de blev fordrevet af de hedenske nordboere, som i år 999 mere eller mindre frivilligt blev kristnet af vikingehøvdingen Sigmundur Brestisson. Færøerne var indtil reformationen underlagt den norske ærkebiskop i Trondheim.
Næsten alle færinger er kristne. 80% tilhører den evangeliske-lutherske folkekirke. Ca. 7% tilhører Brødremenigheden, der opstod omkring 1880 inspireret af den skotske vækkelsesprædikant William Gibson Sloan. 5% tilhører andre kirkelige retninger som Pinsemissionen og Adventisterne, (der også driver en større privatskole i Tórshavn). Den katolske menighed i Tórshavn har 70 medlemmer. Menigheden driver også en større børnehave med bl.a. nonner fra franciskanerordenen som pædagoger. Der findes desuden en lille gruppe, der bekender sig til den ikke-kristelige religion Bahai.
Af kendte kirker kan nævnes Olavskirken og den ikke færdigbyggede kirke Magnuskatedralen i Kirkjubøur, Tórshavn Domkirke, St. Mariekirken i Tórshavn (katolsk), Christianskirken i Klaksvík og ved siden af de gamle færøske trækirker fra 1800-tallet, bygdekirkerne i Vágur, Fámjin, Gøtugjógv og Toftir.
Bibelen blev i 1948 oversat til færøsk af Victor Danielsen fra Brøðrasamkoman, og i 1961 fuldendte Kristian Osvald Viderø den i 1944 afdøde Jákup Dahls bibeloversættelse til brug i Folkekirken. Dahl havde dog allerede færdiggjort Ny Testamente i 1937, og kirken havde straks taget det i brug.
Konservative kristne holdninger spiller en stor rolle i det offentlige og politiske liv. Færøerne har således ikke indført ret til fri abort, ligesom færøske homoseksuelle ikke har ret til at indgå registreret partnerskab. I kølvandet på en meget omtalt hate crime mod en homoseksuel færøsk musiker vedtog Lagtinget dog i efteråret 2006 efter intens debat et lovforslag, der forbyder offentlig forhånelse af seksuelle mindretal.
På Færøernes nationaldag Olavsøka, 29. juli 2007, overtog landsstyret ansvaret for folkekirken, som derefter ikke længere er en del af den danske folkekirke. Fólkakirkjan ledes af biskop Jógvan Fríðriksson i Tórshavn Domkirke. Fríðriksson blev biskop samtidig med at kirken blev selvstændig. Kirkens formelle overhoved er imidlertid Lagmanden. Fólkakirkjan er inddelt i seks regioner, 14 prestegjeld og 58 menigheder. Eftersom kirken kun har 22 præster, må en del gudstjenester forrettes af ikke præsteviede personer.

## Kultur
Færøerne er en selvstændig nordisk kulturnation og har Tórshavn som det kulturelle midtpunkt, bl.a. med det markante Nordens Hus (Norðurlandahúsið), hvor landets vigtigste kulturbegivenheder arrangeres. Nationalfestdag er Ólavsøka den 28./29. juli.
Sproget er et af de vigtigste aspekter i den færøske kulturelle identitet, og derfor er færingerne meget bevidste omkring bevarelsen af det færøske sprog.
Færøsk kultur er præget af et rigt kunst og musikliv med mange udøvende kunstnere.
Bygden Kirkjubøur på øen Streymoy er et af de vigtigste historiske- og kulturelle steder på Færøerne. Her ses blandt andet Magnus-katedralen (nu ruin), Olavs-kirken og Kongsgården, som er nogle af Færøernes største seværdigheder. Kirkjubøur har søgt om optagelse på UNESCOs liste over verdensarv i Europa I middelalderen var Kirkjubøur bispesæde.

### Kædedans og folkeviser
Færøerne har meget rige traditioner inden for folkesang og –dans, og den færøske kædedans, med de dertil hørende færøsk-sprogede kvad (som fx Ormurin langi og Sigmunds kvæði Yngra) og dansksprogede folkeviser (som fx Dronning Dagmar og Holger Danske og Burmand), danses og synges stadig overalt på Færøerne, der er et af de få steder i Europa, hvor denne gamle middelaldertradition stadig lever.
De færøsksprogede kvadtekster blev i løbet af 1800-tallet indsamlet og nedskrevet, og de kom til at udgøre en væsentlig del af grundlaget for det moderne færøske skriftsprog.

### Sagn og myter
Huldefolk betyder "de skjulte/usynlige folk" og er oftest forekommende blandt Færøernes, overnaturlige væsener. Den mest generelle opfattelse er, at de var højere end almindelige mennesker, havde sort hår og gik klædt i gråt tøj. Visse kilder hævder også, at de skulle være koldblodede og boede i klipper og høje.
Troldene er uden sammenligning de dummeste væsener i det færøske sagn univers. De beskrives oftest som store, groteske og behårede og har tilsyneladende lange arme.
Riser, en slags overdimensionerede jætter, forekommer, lige som trolde og huldefolk, ofte i færøske sagn, myter og eventyr. De er for det meste rent naturmytiske væsener, som man har brugt som forklaring på specielle ejendommelige naturfænomener. Det bedst kendte eksempel er Risin og Kellingin (Jætten og Kællingen).
Jætterne huserede på Færøerne i fortiden, før eller lige efter at folk havde bosat sig der. Efter hvad myterne beskriver, tumlede rundt med øerne, sprang, eller ligefrem skrævede fra ø til ø, kløvede bjerge, sloges med hinanden.

### Arkiver
Færøernes Nationalarkiv (færøsk: Tjóðskjalasavnið) er beliggende i Tórshavn. Dets hovedopgave er at indsamle, organisere, registrere og bevare myndigheders arkivalier (dokumenter), for at stille dem til rådighed for offentligheden i fremtiden. Nationalarkivet har i denne forbindelse tilsyn med offentlige myndigheders registratur (journal) og arkiv. Der findes p.t. ikke andre permanente arkiver i Færøerne, men siden slutningen af 2017 har landstyret givet finansiel støtte til et et treårigt forsøgsprojekt, under navnet "Tvøroyrar Skjalasavn", som har til opgave at indsamle private arkivalier fra nærområdet.

### Biblioteker
Færøernes Nationalbibliotek (færøsk: Føroya Landsbókasavn) er beliggende i Tórshavn, hvis hovedopgave er at samle, registrere, bevare og udbrede viden om litteratur vedrørende Færøerne. Nationalbiblioteket fungerer også som forskningsbibliotek og offentligt bibliotek. Foruden Nationalbiblioteket eksisterer der på Færøerne 15 kommunalbiblioteker og 11 skolebiblioteker.

### Museer og gallerier
Færøerne har en række museer og gallerier.
Føroya Fornminnissavn, Historisk museum; Listasavn Førøya – Færøernes Kunstmuseum; Náttúrugripasavnið – Færøernes Naturhistoriske Museum; Norðurlandahúsið – Nordens Hus; Heima á Garði, Hoyvík, Frilandsmuseum i Hoyvík; Føroya Sjósavn, Færøernes Akvarium i Argir; Galerie Focus, Glarsmiðjan; Listagluggin – Kunst Galleri.

### Billedkunst
Færøernes billedkunst har stor betydning for færingernes nationale identitets erindring samt formidling af det færøske billedunivers.
Billedkunstens forskellige tidsperioder og udtryk mødes og supplerer hinanden, men kan også skabe et spænd mellem fortidens – og nutidens måde at udtrykke sig på.
Nutiden byder på Færøske frimærker, der er designet af Færøernes billedkunstnere.
Den første udstilling på Færøerne med færøsk kunst blev afholdt i Tórshavn i år 1927.

### Musik
Færøerne har både sangere og bands, som er blevet et kendt navn i andre lande end Færøerne. De mest kendte solister er Eivør Pálsdóttir, Herborg Torkilsdóttir og Teitur Lassen. Af anerkendte klassiske komponister kan nævnes Sunleif Rasmussen. Manden bag pladeselskabet Tutl, Kristian Blak, er også komponist af klassisk musik og kendt i flere lande. Han kommer fra Fredericia, men har boet på Færøerne siden 1974. Af bands, som har tourneret i flere forskellige lande kan nævnes Týr, som må regnes for at være det mest kendte færøske band i nyere tid.
I 2023 vandt Reiley det danske Melodi Grand Prix.
Føroya Symfoniorkestur eller Færøernes Symfoniorkester startede i 1983, samme år som Nordens Hus på Færøerne blev indviet. De nye lokaler i Nordens Hus gav nu mulighed for et større orkester; samtidig åbnede Færøernes Musikskole med 40 nye musikuddannede lærere.

### Færinger i TV-talentshows
Færøerne har haft flere deltagere i danske og andre nordiske talentkonkurrencer, f.eks. Dansk Melodi Grand Prix, X Factor, Team Ninja Warrior Danmark m.m.:
- I 1979 deltog Annika Hoydal i Dansk Melodi Grand Prix med sangen Aldan (Bølgen). Hun opnåede en fjerdeplads.
- I april 2003 vandt Guðrun Sólja Jacobsen DR's talentkonkurrence "Stjerne for en aften". Guðrun var kun 20 år gammel dengang. Guðrun er født i Tvøroyri, på øen Suðuroy.
- I 2004 vandt den dengang 21-årige Gunnar Mikkelsen DR's talentkonkurrence "Stjerne for en aften".[93] Han er opvokset i Danmark, men er halvfæring; hans mor, Kristianna Elisabeth Holm-Jacobsen, er færing.[94]
- I 2004 deltog Petsi Tvørfoss i Dansk Melodi Grand Prix og opnåede en femteplads.
- I 2007 vandt Jógvan Hansen det første islandske X Factor talentshow.
- I 2008 deltog det færøske punkband The Dreams i Dansk Melodi Grand Prix med nummeret "Lad mig være" og var derved det første færøske band der nogensinde deltog i Melodi Grand Prix.
- I 2008 deltog Brandur Enni i den svenske Melodifestivalen.
- I 2008 deltog den færøske dreng Ragnar i DR's talentshow Talent, hvor han endte på en tredjeplads.
- I 2009 vandt færøske Linda Andrews det danske talentshow X Factor.
- I 2009 og 2010 deltog Jógvan Hansen i det islandske Söngvakeppni Sjónvarpsins, som er Islands indledende konkurrence til Eurovision. Han blev nummer fire i 2009 og nummer to i 2010.
- I 2010 deltog Jens Marni Hansen i Dansk Melodi Grand Prix med sangen Gloria. Sangen gik ikke videre.
- I 2010 opnåede Anna Faroe (født Nygaard) en femteplads i det danske talentshow X Factor.
- I 2012 opnåede Sveinur Gaard Olsen en tredjeplads[95] ved årets X-Factor.[96]
- I 2012 deltog Jean Michel Helgasson i X Factor Danmark sammen med Nicoline Simone. De blev sat sammen som duo af X Factor dommerne, da der var for få grupper. Jean Michel har færøske rødder,[97] hans far er halvt færing og halvt islænding.[98] Jean Michel boede på Færøerne de første år af sit liv, hvorefter familien flyttede til Danmark. Det kom som en stor overraskelse, da Jean Michel besluttede at forlade X Factor efter at have været tæt på at komme i finalen.
- I 2014 vandt duoen Anthony Jasmin X-Factor. Jasmin Dahl har færøske rødder, hendes mor er færing.[99]
- I 2014 vandt Herborg Torkilsdóttir konkurrencen i TV2's TV-underholdnings serie Klar, parat, sy. Hun kommer fra Færøerne og boede i en årrække i Danmark.[100]
- I 2015 opnåede Jógvan Joensen en andenplads ved årets X-Factor.[101]
- I 2016 deltog Kristel Lisberg i Dansk Melodi Grand Prix.
- I 2016 deltager tre færinger: Øssur Debes Eiriksfoss, Birita Poulsen og Janus Jakobsen i TV-showet og konkurrencen Team Ninja Warrior Danmark, som Kanal 5 sender fra september 2016. Deres hold kaldes Team Søpapegøjerne.[102][103]

### Film
Færøske filminstruktører har lavet flere kortfilm specielt de sidste årtier, og bl.a. Katrin Ottarsdóttir har instrueret tre spillefilm, flere kortfilm og dokumentarfilm siden hendes debut i 1989 med Atlantic Rhapsody.
- I 2012 blev den færøske filmpris Geytin etableret. Der er tale om to filmpriser som overrækkes en gang om året ved en filmfestival i Nordens Hus i Tórshavn i december. Instruktørerne tilmelder selv sine film, og derefter udvælger et udvalg op til 10 film, som alle vises ved begivenheden i Nordens Hus. Hovedprisen på 25.000 kroner og en statuette kaldes Geytin og gives af Nordens Hus, mens andenprisen, Tilskuerprisen (Áskoðaravirðislønin), er på 15.000 kroner og gives af Thorshavns kommune. Sakaris Stórá vandt den første Geytin i december 2012 med filmen Summarnátt (Sommernat).
- I februar 2014 vandt hans film Vetrarmorgun (Vintermorgen) tre priser ved Berlinalen.
- I 2012 vandt Annika á Lofti Tilskuerprisen.
- I 2013 vandt Olaf Johannessen en Robert for bedste mandlige birolle i TV serien Forbrydelsen III.
- I 2013 vandt Dávur Djurhuus Geytin for kortfilmen Terminal, mens Jónfinn Stenberg vandt Tilskuerprisen for kortfilmen Munch.
- I 2014 var det samme person som vandt begge filmpriser, da Heiðrikur á Heygum vandt både Geytin og Tilskuerprisen for den 30 minutter lange gyserfilm Skuld (Skyld).[105]
- Andrias Høgenni vandt begge priser ved Geytin i 2016 for kortfilmen Et knæk.
- I 2019 vandt han hovedprisen ved Geytin for kortfilmen Ikki illa meint. Samme film, der var hans afgangsfilm ved Super 16, vandt en pris ved Cannes-filmfestivalen, Semaine de la Critique, og vandt også danske filmpriser som Robert for bedste kortfilm og fiktionsprisen ved Ekko Shortlist Awards.[106]

I 2014 fik Færøernes Kulturministerium en bevilling på finansloven til at give økonomisk støtte til færøske film. I 2017 blev Filmshúsið etableret. Filmshúsið er i Sjóvinnuhúsið i Tórshavn. De skal vejlede og hjælpe det færøske filmmiljø og markedsføre færøske film i udlandet og hjælpe til i forbindelse med filmproduktioner. Filmværkstedet Klippfisk er også placeret i Sjóvinnuhúsið. Klippfisk er støttet af Tórshavns kommune og arbejder med unge filmtalenter, de arrangerer bl.a. hvert år filmskolen Nóllywood, der er for teenagere. Nóllywood afholdes på øen Nólsoy, sædvanligvis i sommerferien.

## Sport
Over 13.000 færinger er sportsligt aktive i foreninger fordelt på idrætsgrenene fodbold, roning, håndbold, volleyball, svømning, gymnastik, badminton, ridning, bordtennis, atletik og judo som den mindste, men alligevel med 100 aktive medlemmer. Færingerne deltager ved de paralympiske lege for handicappede idrætsfolk. Desuden forhandles der ihærdigt på at blive medlem af IOC og søgte om medlemskab i 1984, før IOC ændrede reglerne, som nu siger, at det kun er selvstændige stater, der kan blive medlemmer af IOC. I oktober 2014 bekendtgjorde Lagmandskontoret, at lagmanden ville tage kampen op, for at Færøerne skulle blive indlemmet i IOC. Den 21. maj 2015 var daværende lagmand, Kaj Leo Johannesen, til møde med IOC, hvor han havde et brev fra daværende statsminister, Helle Thorning-Schmidt hvori hun meddelte, at Danmark støttede Færøernes ønske om selvstændig medlemskab af IOC. Konklusionen fra mødet var, at der blev nedsat en arbejdsgruppe, som skulle arbejde med at belyse Færøernes ansøgning fra 1984 om medlemskab af IOC. Lagmanden inviterede IOC's præsident, Thomas Bach, til Færøerne for at han kunne få bedre indblik i sport på Færøerne. Indtil nu (april 2021) har to færøske idrætsfolk deltaget ved OL, begge repræsenterede Danmark: Pál Joensen i svømning i 2012 og Katrin Olsen i roning i 2008, den tredje bliver roeren Sverri Nielsen, der skal deltage for Danmark til OL 2020 i 2021.
Færøerne deltager i Island Games (Ø-legene), som er en international idrætskonkurrence for øer eller ø-grupper, som arrangeres hvert andet år i ulige år siden 1987. Færøerne var vært i 1989 og har søgt om at blive vært igen i 2019 eller 2021, men det bliver i hvert fald ikke i 2019, eftersom Færøerne endnu ikke har en godkendt golfbane, som er et af kravene for at en ø eller ø-gruppe kan blive vært for legene. Færøerne vandt Island Games 2009 som blev holdt i Åland, Færøerne vandt med 34 guld, 23 sølv og 24 bronzemedaljer indenfor idrætsgrenene badminton, bueskydning, gymnastik, volleyball, judo og svømning.

### Fodbold
Færøernes fodboldlandshold er det nationale færøske herrelandshold i fodbold. Færøernes nationalstadion er Tórsvøllur i Tórshavn.
Det færøske fodboldforbund blev stiftet 1979. Siden optagelsen i UEFA og FIFA i 1988 er interessen for fodbold blevet stor på øerne. Landsholdet har haft enorm betydning for færøsk fodbold. Der er bygget mange nye baner, og der hentes mange nye talenter til A-landsholdet fra flere ungdomslandshold. Der er tæt samarbejde mellem klubberne og det færøske fodboldforbund og samarbejde med DBU om træneruddannelsen.
England, Skotland, Wales, Nordirland og Færøerne er de eneste ikke-selvstændige lande, som er medlemmer i UEFA. Landenes historiske rettigheder har sikret dem deres forbliven i UEFA og FIFA, og de deltager som sådan i kvalifikationerne til Europamesterskaberne og Verdensmesterskaberne. Færøerne har dog endnu ikke opnået kvalifikation til nogle af delene.

### Roning
Nationalsporten på Færøerne er roning i de traditionelle tunge færøbåde af træ med rodysten med de bedste roere fra hele Færøerne den 28. juli på Ólavsøka i Tórshavn som årets højdepunkt. Roningen foregår i Atlanterhavet, dog tæt ved kysten, og er vældig anstrengende. Ved samme lejlighed afholdes det årlige nationalmesterskab i flere forskellige bådklasser. Der roes i såkaldte 5-mannafør, 6-mannafør, 8-mannafør og 10-mannafør. De største både er 8 og 10-mannafør, og disse roes kun af mandlige roere. Piger og kvinder ror kun i de mindste bådtyper: 5-mannafør og 6-mannafør. Først starter børnekaproning for børn under 15 år, de ror 500 meter. Rækkefølgen kan variere lidt fra år til år og fra stævne til stævne, men det plejer alligevel at ligge nogenlunde fast. Dog kan ældre roere også få plads til at ro indimellem. De ældre (oldboys/oldgirls eller masters, som de kaldte sig i 2012) plejede ikke at ro om færømesterskabet, men det gjorde de i 2012. Kl. 15 plejer kaproning for unge mellem 15 og 18 år at starte, først de unge mænd, og dernæst kvinder over 18 i en bådklasse, som er lidt større, men med samme antal roere, nemlig 6 roere samt en styrmand. Antal roere varierer efter bådklasse, det mindste antal roere er seks, og det største antal roere er 10. Alle både har en styrmand (m/k), som styrer båden ved at holde i et reb, der er bundet fast i roret. Børnene ror kun 500 meter, de unge mellem 15 og 18 ror 1000 meter. Seksmannafør ror også 1000 meter, og indtil 2011 roede 8-mannafør 1500 meter og 10-mannafør 2000 meter. Dog er der ikke plads til dette alle steder. F.eks. er havnen i Tórshavn for kort til at have kaproning i 1500 meter og 2000 meter, så alle de voksne og unge mellem 15 og 18 ror kun 1000 meter. Siden 2012 har alle bådtyper roet 1000 meter. Der er syv stævner med FM kaproning hver sommer. Den første kapronings festival starter altid i Klaksvík den første weekend i juni eller den sidste weekend i maj, og den sidste ender altid i Tórshavn den 28. juli. De øvrige kaproningsstævner eller festivaler varierer efter et bestemt mønster, da der er nogle bygder, der skiftes til at afholde stævnerne.
I 1986 roede Ove Joensen fra øen Nólsoy fra Færøerne til Danmark i en robåd. Han blev kendt i Danmark som Ro-Ove. Ove Joensen døde året efter i en drukneulykke. Den færøske havroer Livar Nysted (f. 1970) har sat fem verdensrekorder da han sammen med andre har krydset Nordatlanten, Sydatlanten og det Indiske Hav i 2010 og 2013.
To færøske roere er eller har været på det danske landshold for roning i sculler: Katrin Olsen deltog ved OL for Danmark i 2008 i dobbeltsculler. Sverri Sandberg Nielsen blev udtaget til Danmarks U23 landshold i 2013 og til senior landsholdet i 2014. Han var 0,26 sekund fra en OL kvalifikation i 2016. Han vandt europamesterskabet i tungvægts single sculler i 2020 og vandt sølv ved VM 2019 og er derved også kvalificeret og udtaget til OL 2020. Sverri Nielsen har flere gange sat dansk rekord i ergometerroning i 2000 meter og har vundet både DM og EM i disciplinen. Ved EM i ergometerroning 2017 i Paris deltog ti færinger, de vandt ni medaljer, fire guld, tre sølv og to bronze.

### Svømning
Færøerne var første gang repræsenteret ved de Paralympiske Sommerlege i 1988, og de fire færøske svømmepiger vandt i alt syv medaljer.
Der ligger svømmehaller i Tórshavn, Argir, Klaksvík, Fuglafjørður, Leirvík, Gøta, Strendur, Toftir, Vestmanna, Kollafjørður, Kvívík, Sørvágur, Hestur, Sandur, Tvøroyri og Vágur. Flere af hallerne, særlig ude på de små steder, er dog lukket om sommeren. Der er svømmeklubber i de største bygder og byer. Færøernes første svømmehal med et 50-meter langt svømmebassin bygges i Vágur 2013-15 og forventes at åbne engang i vinteren/foråret 2015. Færøerne har flere svømmere, som har deltaget til EM og VM, hvor specielt en svømmer har opnået særlig gode internationale resultater. Det er Pál Joensen, som er den eneste færøske svømmer som nogensinde har svømmet til OL, det gjorde han i 2012, da han svømmede for Danmark. Han vandt ikke nogen medalje ved den lejlighed, men han har vundet to sølv medaljer ved EM på langbane i 2014 i Berlin i henholdsvis 1500 og 800 meter fri, en sølv medalje ved EM på langbane i 2010 samt en sølv medalje i 1500 m fri i ved EM i Herning i 2013. Ved VM har han vundet en bronze medalje til VM på kortbane i 2012 i Istanbul, i 2014 blev han nummer fire i 1500 m fri ved VM i Doha på kortbane, hvor han satte nordisk rekord.
Magnus Jákupsson (født 1994) er født og opvokset på Færøerne og svømmede for Færøerne, indtil han i 2011 flyttede til Danmark og skiftede svømmenationalitet til dansk. I 2013 blev han danmarksmester i 50, 100 og 200 m ryg både på langbane og på kortbane og satte ny dansk rekord i 50 m ryg på kortbane i tiden 24.21 (sammen med Andreas Schiellerup, som svømmede distancen på præsis samme tid), og i december 2013 forbedrede han sin egen danske rekord i 50 meter rygsvømning i tiden 24.06 ved EM på kortbane i Herning.

### Håndbold
Færøerne har håndboldliga for mænd og kvinder og børnene spiller også håndbold. I 2014 har mændenes liga syv hold, de hedder: VÍF (fra Vestmanna), Kyndil (fra Tórshavn), H71 (fra Hoyvík), KÍF (fra Kollafjørður), Neistin (fra Tórshavn), StÍF (fra Strendur og Skála), Team Klaksvík (fra Klaksvík). Kvindernes liga har også syv hold, de hedder: Neistin (fra Tórshavn), Kyndil (fra Tórshavn), VÍF (fra Vestmanna), VB (fra Vágur), StÍF (fra Strendur og Skála), Stjørnan (fra Klaksvík) og Sóljan (fra Sandavágur).
En mandlig færøsk håndboldspiller, Jóhan á Plógv Hansen, spiller håndbold i den danske håndboldliga for Skanderborg Håndbold, han spiller som højrefløj. Jóhan Hansen valgte at skifte håndboldnationalitet fra Færøerne til Danmark i 2013 efter anmodning fra bl.a. landsholdstræner Ulrik Wilbek. Hansen fik karantæne i halvandet år, hvor han hverken måtte spille for Færøernes eller Danmarks håndboldlandshold. Den 5. januar 2015 fik Hansen debut for Danmarks U21 landshold i landkamp mod Sverige.
Færøernes herrelandshold i håndbold har to gange (2015 og 2017) deltaget i IHF Emerging Nations Championship, der er en turnering for opkommende håndboldnationer, og begge gange har de vundet turneringen.
Den 8. januar 2017 kvalificerede et færøsk håndboldlandshold sig for første gang nogensinde til et VM slutspil, da Færøernes U21 håndboldlandshold for mænd vandt gruppe 7 i den indledende fase og dermed kvalificerede sig til Junior-VM i håndbold 2017. De vandt alle tre kvalifikationskampe, som var imod Schweiz, Israel og Finland.
Ved Junior-VM-slutrunden i juli 2017 vandt Færøerne deres to første kampe, som var mod henholdsvis Chile og Sydkorea.
Færøernes herrelandshold i håndbold kvalificerede sig for første gang til en EM-slutrunde ved EM i Tyskland i 2024. I EM-kvalifikationen blev de nummer tre efter Østrig og Rumænien med to sejre.

### Skak
Skak er en gammel tradition på Færøerne. Før i tiden snittede spillerne selv deres egne brikker og gav dem egne navne. Mange talentfulde spillere har vundet konkurrencer i de nordeuropæiske lande. Helgi Dam Ziska (født 1990) blev International Mester i 2007, han vandt det nordiske mesterskab i 2009 og har deltaget i Skakolympiade flere gange for Færøerne. Ved Skakolympiaden 2016 opnåede Ziska som den første og eneste færing nogensinde at vinde stormester-titlen. Ved Skakolympiaden 2012 opnåede Færøerne en scoringsprocent på 56 og endte som nummer 68 af de 157 deltagende lande, det var det hidtil bedste resultat.

### Atletik
Der er flere atletikklubber på Færøerne, f.eks. Bragdið i Tórshavn og Treysti i Klaksvík. Flere årlige løb arrangeres på Færøerne hvert år, f.eks. Tórshavn maraton, Ólavsøkuløbet, Kvindeløbet (som bladet Kvinna arrangerer), Flagdagsløbet og Fólkaheilsurenning (Folkesundhedsløb), Halvmarathon i Klaksvík.
Flere færøske atleter har haft gode resultater både på Færøerne og i andre lande, nævnes kan f.eks. Joan Bláfoss (triatlon og løb), Marna Egholm (løb), Valborg Heinesen (løb), Pól Sundskarð (ekstremløb), Marnar Djurhuus (løb), Rebekka Fuglø (løb), Guðmundur Joensen (triatlon, cykling, løb), Bjørk Herup Olsen (løb), Rúni Seloy (løb) og Súsanna Skylv Sørensen (triatlon, duatlon, løb, roning og cykling).
Indenfor gymnastik og atletik har Øssur Debes Eiriksfoss klaret sig godt, han blev danmarksmester i 2013, og samme år vandt han tre guldmedaljer og seks sølvmedaljer Island Games. Han er den eneste færing, som har kvalificeret sig til VM, det gjorde han i 2013, da han repræsenterede Danmark og blev nummer 60 ud af 122 deltagere.

### Taekwondo
Færøernes eneste taekwondoklub, Hwarang Føroyar, blev etableret i Søldarfjørður i maj 2015 af den dengang kun tiårige dreng, Høgni Kunoy Dávason. Han havde lært denne sport, mens han boede i Danmark, Singapore og Sydkorea. Der var stor opbakning til klubben lige fra start, og to år senere havde klubben over 100 aktive medlemmer, der kommer fra Eysturoy, Streymoy og Norðoyggjar, de træner i skolen i Søldarfjørður. Klubben samarbejder med den danske taekwondoklub Hwarang Amager. Flere af medlemmerne har vundet medaljer i konkurrencer i Danmark. Høgni Kunoy Dávason blev i oktober 2017 hædret af Færøernes Folkesundhedsråd, Fólkaheilsuráðið, med prisen "Årets dagligdagshelt". Det fik han for at etablere en ny sportsgren på Færøerne, og derved gav mange andre mulighed for bedre fysisk og psykisk sundhed, og dette på trods af at han havde udfordringer på grund af, han lider af sygdommen cystisk fibrose.